# Detlef von Rumohr

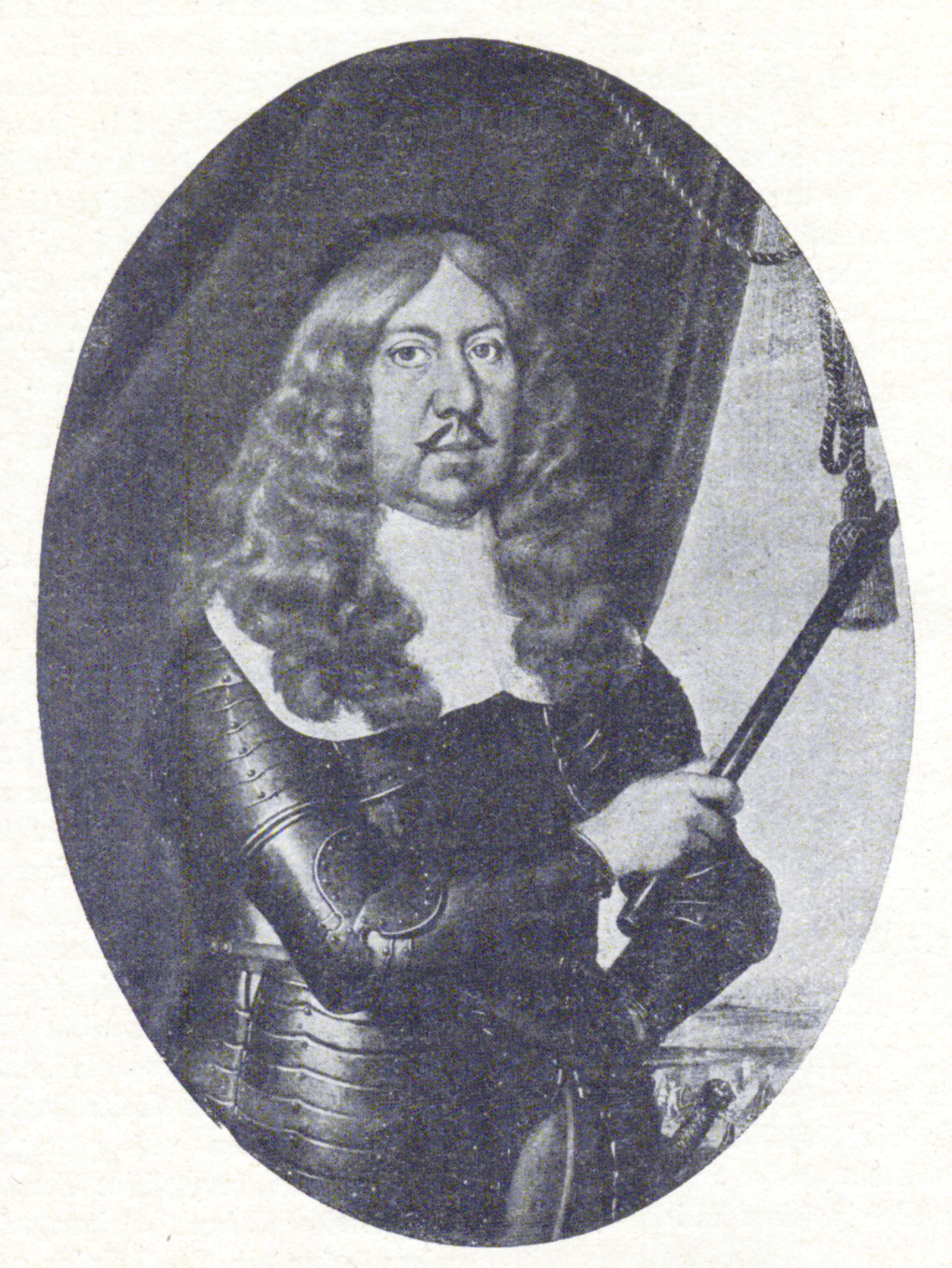
Detlef von Rumohr

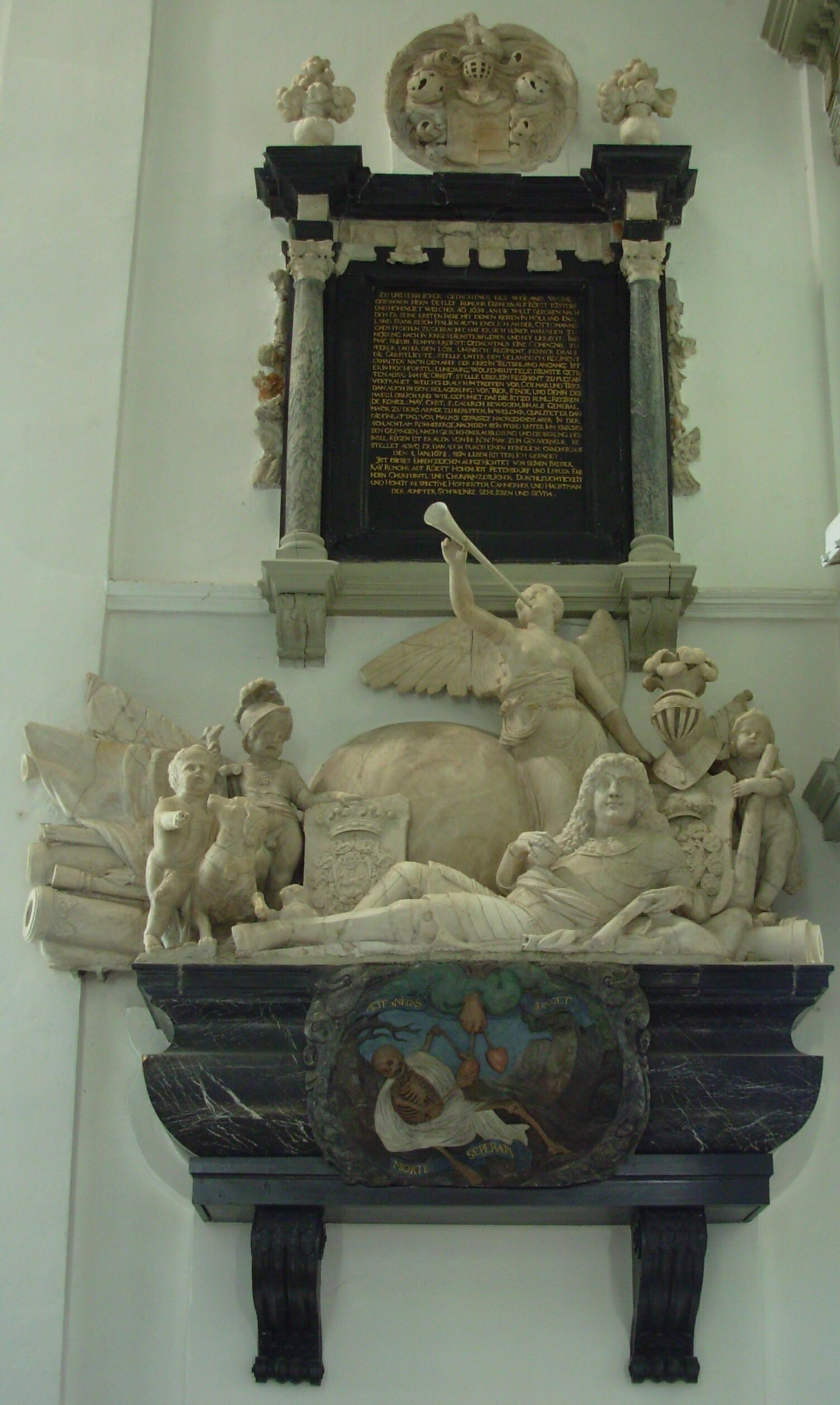
Epitaph für Detlef von Rumohr (mit Marschallstab und Kanonenkugel), dem gefallenen Bruder gesetzt von Kai von Rumohr

Detlef von Rumohr (auch Ditlev Rumohr * 1634 auf Gut Roest bei Kappeln; † 8. Januar 1678 in Warksow bei Gustow auf Rügen) war ein deutsch-dänischer Gutsherr und Offizier in braunschweigisch-lüneburgischen und in dänischen Diensten. 

## Leben
Nachdem Rumohr in seiner Jugend auf Kavaliersreise Europa bis zum Bosporus kennengelernt hatte, trat er in die dänische Armee ein, wo er es als Kavallerist zum Oberstleutnant des seeländischen Regiments brachte. Nach dem Ausbruch des Holländischen Krieges mit Frankreich auch in Deutschland übernahm er als Obrist ein Infanterieregiment des Herzogs von Braunschweig-Lüneburg und bewährte sich u. a. beim Kampf um die von den Truppen Ludwigs XIV. besetzten Städte Colmar und Trier 1675. König Christian V. holte den nunmehr Kriegserfahrenen in dänische Dienste zurück und machte ihn zum Generalmajor. Im Rahmen des Schwedisch-Brandenburgischen Krieges wurde Rumohr zunächst in Schonen eingesetzt, geriet in Gefangenschaft, wurde aber ausgelöst. Er wurde dann Statthalter auf dem kurzfristig von Dänemark zurückgewonnenen Rügen, wo er allerdings in der Schlacht von Warksow am 8. Januar 1678 von einer schwedischen Kanonenkugel tödlich getroffen wurde.

## Die Gründung von Arnis
Rumohr wurde dadurch berüchtigt, dass er zum Veranlasser einer Auswanderung und Siedlungsgründung wurde. Als er 1666 von den Bürgern des zu seinem Gut Roest gehörigen Kappeln den Huldigungseid verlangte, widersetzte sich die große Mehrzahl der Familien. 65 von ihnen wanderten schließlich als Abschluss einer 30-jährigen Rechtsstreitigkeit mit den Herren von Rumohr aus, siedelten sich auf einer nahen Insel an, die kurz zuvor dem noch sehr jungen Herzog Christian Albrecht zugefallen war, und gründeten so die spätere Stadt Arnis. Herzog Christian Albrecht stellte die Insel Arnis den aufsässigen Kappelnern nicht ohne Hintergedanken zur Verfügung. Sein Handeln war eingebunden in die Politik der Loslösung des Herzogtums vom dänischen Königreich. Da Detlef von Rumohr im Dienst der dänischen Armee gewesen war, gehörte er der „dänischen“ Partei an. Kappeln sollte deshalb mit der Neugründung eines Schifffahrtsstandorts auf herzoglichen Gebiet wirtschaftlich ausgetrocknet werden. Zugleich hofften der Herzog und sein Kanzler, Johann Adolph Kielmann von Kielmannsegg, über diese Gründung, ähnlich wie schon bei der Gründung Friedrichstadts durch Christian Albrechts Vater, eine zusätzliche Einnahmequelle für das zerstückelte Herzogtum zu gewinnen. Kappeln wiederum war Teil des gemeinsam mit dem dänischen König regierten Gebiets, über dessen Einnahmen die Kanzlei in Schloss Gottorf nicht frei verfügen konnte. Als Reaktion auf diese Intervention agierte Detlef von Rumohr innerhalb und außerhalb des Herzogtums gegen Kanzler Kielmannsegg. Herzog Christian Albrecht forderte Rumohr daraufhin in einem ungewöhnlich scharf formulierten Brief auf, dies zu unterlassen.

## Eine Legende
Die Auslösung Rumohrs aus türkischer Gefangenschaft, wie sie von einem Zusammenschluss junger Männer Kappelns, der Türkengilde (heute: Junge-Leute-Gilde) dargestellt wurde, ist eine Legende. Er scheint zwar die Hohe Pforte besucht zu haben, auch geriet er einmal in schwedische Gefangenschaft und wurde ausgelöst. Zu der Zeit, als zwei Kappelner Detlef von Rumohr angeblich 1666/67 aus türkischer Gefangenschaft befreit hätten, stritt sich Detlef von Rumohr nachweislich in einem regen Briefverkehr mit den Kappelnern, dem Herzog Christian Albrecht und später dann den Arnissern. Die heute noch im Landesarchiv erhaltenen Briefe waren jeweils mit „Gut Roest“ adressiert und nicht nach Konstantinopel geschickt worden. Weshalb die Kappelner ausgerechnet ein Mitglied der Familie befreien sollten, die sie in die Leibeigenschaft pressen wollte, ergibt zudem auch keinen Sinn.

## Nachruhm
Von seinem Bruder Kai wurde Detlef von Rumohr in der Kappelner Nikolaikirche ein Epitaph mit detailliertem biografischem Abriss im Quellinus-Barock gesetzt. Die Intention war dabei offensichtlich, die Reputation der Familie von Rumohr wiederherzustellen, die durch den Konflikt um die Einführung der Leibeigenschaft in Kappeln gelitten hatte.